# القوات الجوية الملكية اليوغوسلافية
القوات الجوية الملكية اليوغوسلافية ( (بالصربوكرواتية: Zrakoplovstvo vojske Kraljevine Jugoslavije)‏    ، Ваздухопловство војске Краљевине Југославије؛ ВВКЈ) ،  تم تشكيلها في عام 1918 في مملكة الصرب والكروات والسلوفينيين (أعيدت تسميتها إلى مملكة يوغوسلافيا في عام 1929) وكانت موجودة حتى استسلام يوغوسلافيا لقوى المحور في عام 1941 بعد غزو يوغوسلافيا خلال الحرب العالمية الثانية.
نجت حوالي 18 طائرة وعدة مئات من أطقم الطائرات من غزو قوات دول المحور في أبريل 1941 إلى قاعدة الحلفاء في مصر، وحلقت في نهاية المطاف مع القوات الجوية الملكية في شمال أفريقيا في البداية ثم مع القوات الجوية البلقانية في إيطاليا ويوغوسلافيا ، حتى استمر بعضها للانضمام إلى القوات الجوية السوفيتية، والعودة إلى يوغوسلافيا في عام 1944.
قامت ألمانيا بتوزيع طائرات سلاح الجو الملكي اليوغوسلافي وقطع الغيار على رومانيا وبلغاريا وفنلندا ودولة كرواتيا المستقلة التي تم إنشاؤها حديثًا.

## التاريخ

### الحرب العالمية الثانية

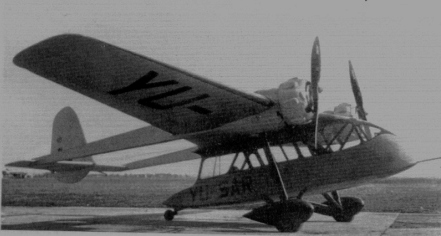
في مارس 1941، بدأ الإنتاج الوحيد لطراز Aeroput MMS-3 الخدمة مع السرب المساعد 603 من سلاح الجو الملكي اليوغوسلافي كطائرة اتصال.

خلال عام 1940، قدمت بريطانيا مساعدة عسكرية كبيرة لـ VVKJ، لتعزيز قواتها ضد التهديد الألماني المتزايد. في أوائل مارس 1941، بدأت قوات لوفتفافه الألمانية في الوصول إلى بلغاريا المجاورة. في 12 مارس 1941، بدأت وحدات VVKJ في الانتشار في مطاراتها في زمن الحرب. في 27 مارس 1941، أدت الإطاحة بالحكومة التي وقعت على الميثاق الثلاثي في بلغراد قبل يومين، من قبل مجموعة من الضباط بقيادة دوسان سيموفيتش، وهو جنرال في القوات الجوية، إلى إنهاء الآمال في التوصل إلى تسوية مع ألمانيا. 

## المخزون

### طائرة (أبريل 1941)
| Aircraft                         | Quantity | Role              | Origin          |
| -------------------------------- | -------- | ----------------- | --------------- |
| Messerschmitt Bf 109E-3a         | 61       | مقاتلة            | ألمانيا النازية |
| Hawker Hurricane Mk.I            | 47       | مقاتلة            | المملكة المتحدة |
| Hawker Fury Mk.II                | 30       | مقاتلة            | المملكة المتحدة |
| Avia BH-33                       | 5        | مقاتلة لتدريب     | تشيكوسلوفاكيا   |
| Ikarus IK-2                      | 10       | مقاتلة            | يوغوسلافيا      |
| Rogožarski IK-3                  | 11       | مقاتلة            | يوغوسلافيا      |
| Potez 63                         | 2        | مقاتلة            | فرنسا           |
| Dornier Do 17K                   | 69       | قاذفة             | ألمانيا النازية |
| Bristol Blenheim Mk.I            | 50       | قاذفة             | المملكة المتحدة |
| Bristol Blenheim Mk.I            | 11       | إستطلاع           | المملكة المتحدة |
| Savoia-Marchetti SM.79           | 40       | قاذفة             | إيطاليا         |
| Caproni Ca.310                   | 12       | Trainer/Utility   | إيطاليا         |
| Messerschmitt Bf 108             | 13       | Trainer/Utility   | ألمانيا النازية |
| Breguet 19                       | 120      | إستطلاع/خدمية     | فرنسا           |
| Potez 25                         | 120      | إستطلاع/خدمية     | فرنسا           |
| Fieseler Fi 156                  | 10       | خدمية             | ألمانيا النازية |
| Bücker Bü 131 Jungmann           | 60       | تدريب             | ألمانيا النازية |
| Dornier Do 16 Wal seaplane       | 10       | إستطلاع/Decoy     | ألمانيا النازية |
| Dornier Do 22 float-plane        | 12       | إستطلاع/Bomber    | ألمانيا النازية |
| Rogožarski SIM-XIV-H float-plane | 15       | إستطلاع بحري      | يوغوسلافيا      |
| Rogožarski SIM-XII-H float-plane | 12       | تدريب             | يوغوسلافيا      |
| Rogožarski SIM-Х                 | 21       | تدريب             | يوغوسلافيا      |
| Rogožarski PVT                   | 64       | تدريب             | يوغوسلافيا      |
| Rogožarski PVT-H float-plane     | 5        | تدريب             | يوغوسلافيا      |
| Rogožarski R-100                 | 25       | مقاتلة لتدريب     | يوغوسلافيا      |
| Zmaj Fizir FN                    | 20       | تدريب             | يوغوسلافيا      |
| Zmaj Fizir FP-2                  | 23       | Trainer/Utility   | يوغوسلافيا      |
| Avia-Fokker AF.39                | 2        | Transport/Utility | تشيكوسلوفاكيا   |

## العلامات

جولة سلاح الجو الملكي اليوغوسلافي 1918-1929.
جولة سلاح الجو الملكي اليوغوسلافي 1929-1941.

## الحواشي
1. ↑  Ciglić & Savić 2007.
2. ↑  Alexander Prusin 2017.